# Hula (Liban)
Hula (arab. حولا) – wieś położona w dystrykcie Kada Mardż Ujun, w Muhafazie An-Nabatijja, w Libanie.

## Położenie
Wioska jest położona na szczycie wzgórza o wysokości 750 metrów n.p.m., w odległości około 1 kilometra na zachód od granicy z Izraelem. W jej otoczeniu znajdują się wioski Kalaat Debba, Szaqra, Majdal Silim, Talloussa i Markaba. Po stronie izraelskiej jest kibuc Menara i moszaw Margalijjot.

## Historia
Po I wojnie światowej w 1918 roku wioska weszła w skład francuskiego Mandatu Syrii i Libanu, który formalnie powstał w 1923 roku. W 1941 roku powstał Liban, który został uznany dwa lata później. W 1946 roku wycofały się ostatnie wojska francuskie. Podczas wojny domowej w Mandacie Palestyny w 1948 roku w rejonie wioski stacjonowały siły Arabskiej Armii Wyzwoleńczej, atakujące pozycje żydowskie na terenie dawnego brytyjskiego Mandatu Palestyny. Podczas I wojny izraelsko-arabskiej w październiku 1948 roku Izraelczycy przeprowadzili operację „Hiram”. W dniu 30 października siły Brygady Karmeli wkroczyły do Libanu, zajmując między innymi wioskę Hula. W wiosce doszło wówczas do masakry ludności cywilnej. Dwóch izraelskich oficerów doprowadziło do zastrzelenia 50 mieszkańców wioski, dla których wysadzony dom stał się grobem. Wioska pozostawała w rękach izraelskich do końca wojny, stanowiąc kartę przetargową w trakcie negocjacji porozumienia o zawieszeniu broni izraelsko-libańskim.
Z powodu bliskości granicy izraelskiej, Hula cierpiała podczas kolejnych wojen izraelsko-arabskich. Podczas wojny libańskiej w 1982 roku wioskę zajęli Izraelczycy. Do 2000 roku Hula znajdowała się w izraelskiej „strefie bezpieczeństwa” utworzonej w południowym Libanie. Po 1985 roku stacjonowały tutaj siły Armii Południowego Libanu. Po wycofaniu się w 2000 roku Izraelczyków, rejon wioski zajęły siły Hezbollahu. Prowadzona przez tę organizację wojna z Izraelem była przyczyną II wojny libańskiej w 2006 roku. Na wioskę Hula spadły wówczas bomby. W dniu 7 sierpnia 2006 roku światowe media nagłośniły fałszywą informację, jakoby w nalocie na Hula zginęło 40 osób. Międzynarodowe dochodzenie pokazało, że w rzeczywistości było jedna ofiara bombardowania. Libański premier Fouad Siniora przyznał później, że informacje były błędne i w Hula była tylko jedna ofiara bombardowania. Po wojnie rejon wioski patrolują siły UNIFIL. Międzynarodowa pomoc umożliwiła odbudowę infrastruktury.

## Edukacja
W wiosce znajduje się szkoła podstawowa.

## Gospodarka
Lokalna gospodarka opiera się na rolnictwie.